# Esoso ossidasi
La esoso ossidasi è un enzima appartenente alla classe delle ossidoreduttasi, che catalizza la seguente reazione:
D-glucosio + O2 ⇄ D-glucono-1,5-lattone + H2O2
Si tratta di una glicoproteina contenente rame. L'enzima ossida anche D-galattosio, D-mannosio, maltosio, lattosio e cellobiosio.